# Godshuis De Fontaine

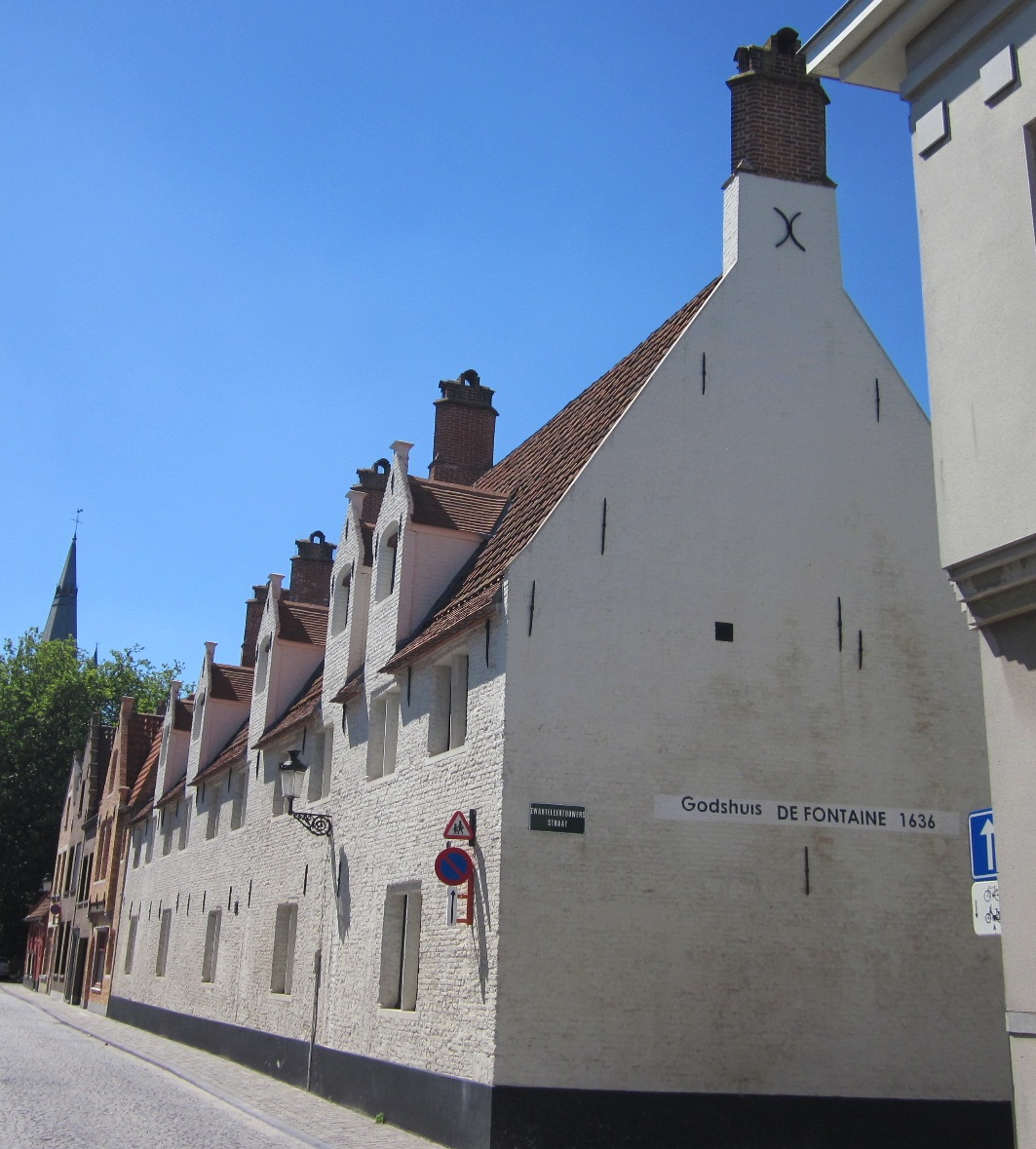
Buitenzijde, kant Schaarstraat, van het Godshuis De Fontaine

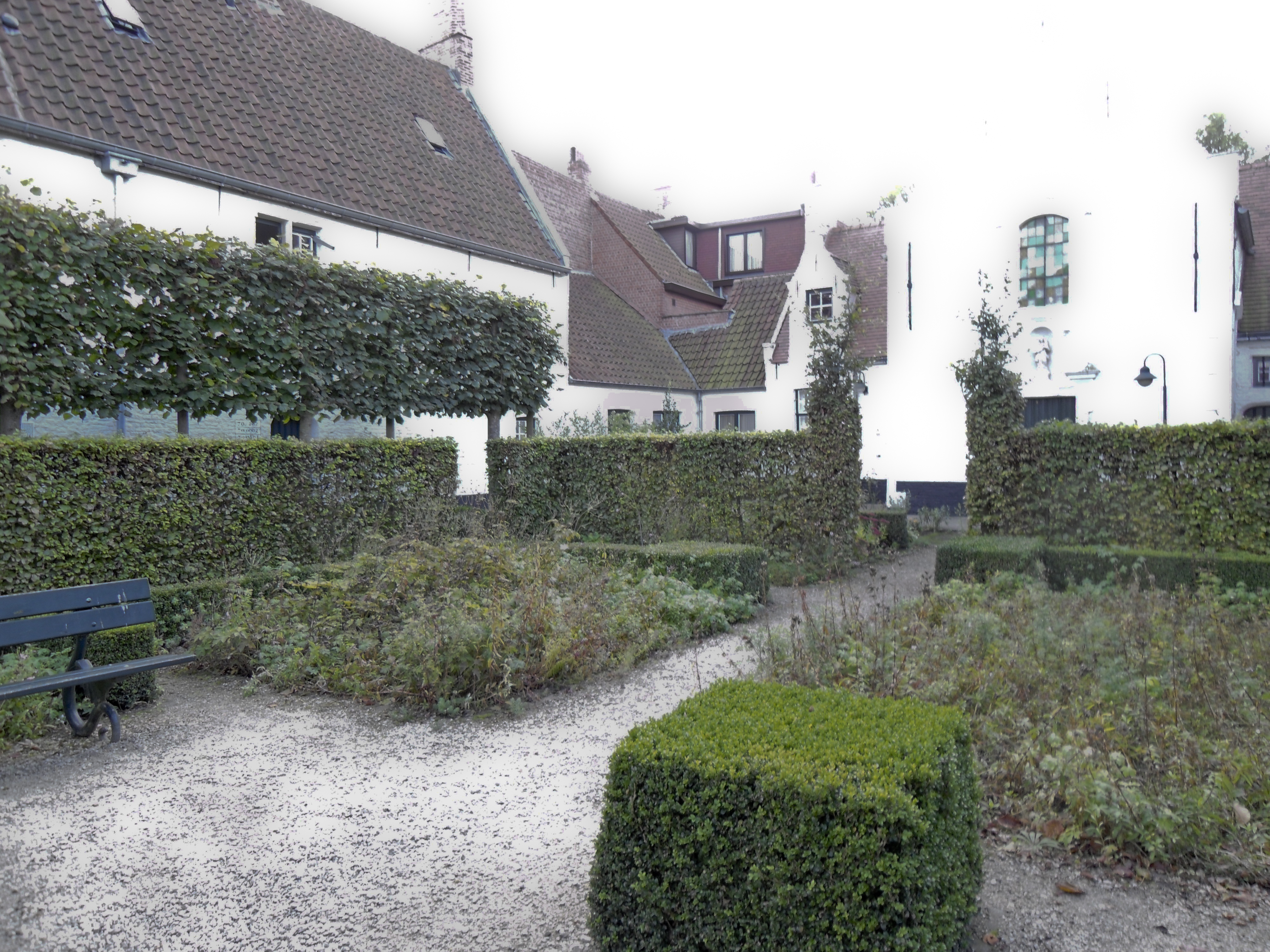
Zicht op de tuin en achteraan de kapel van de Godshuizen De Fontaine

Stichting De Fontaine is een complex van godshuisjes in Brugge.

## Geschiedenis
Het Godshuis De Fontaine was een stichting van graaf Paul-Bernard de Fontaine (Lotharingen, 1576 - gesneuveld Rocroi, 1643). Hij was opperbevelhebber van de Spaanse troepen in de Nederlanden en was tevens hoogbaljuw van Brugge en het Brugse Vrije. Hij trouwde met Anna de Ragicourt. Onder zijn bestuur werden de buitenbastions rond de Brugse vestingen gebouwd. Hij werd begraven in de intussen verdwenen kerk van het klooster van minderbroeders, aan de gelijknamige straat in Brugge. 
Naast andere giften, schonk de Fontaine het nieuwe hoofdaltaar voor de Sint-Walburgakerk. In 1636 stichtte hij samen met zijn vrouw een godshuis voor twaalf behoeftige militairen of zo niet voor behoeftige Bruggelingen. Ridder Jan Parmentier, burgemeester van Brugge, voogd van Sint-Juliaans en van de Bogardenschool, werd met de uitvoering belast.
Dankzij de renten die het echtpaar schonk, kregen de bewoners een maandelijkse alimentatie, werd elke week een mis opgedragen bij de minderbroeders en werden onderhoud en herstel van de godshuizen bekostigd. Er kwamen heel wat aangestelden kijken bij de organisatie van en het toezicht op de godshuizen, dat (op bescheiden wijze) werd vergoed voor de geleverde prestaties:
- de thesaurier en de griffier van de stad Brugge, belast met de rekeningen en het herstel van de gebouwen;
- de griffier van de Wezenkamer van Brugge, als oppervoogd van de stichting, die de bewoners uitkoos en instond voor het beheer;
- de deken van het schippersambacht en de schilddrager van het beenhouwersambacht, die als controleurs over de orde in de godshuizen waakten.

Het gestichte godshuisbeluik werd in 1637 gebouwd op een perceel grond dat de Fontaine aankocht in de Zwarteleertouwersstraat, op de hoek met de Schaarstraat. Het geheel bestond uit:
- een hoofdgebouw met verdieping, langs de Schaarstraat, onderverdeeld in (oorspronkelijk) tien godshuizen;
- een gemeenschappelijke tuin;
- een barokkapel, met aan weerszijden een godshuis.

Zoals alle godshuizen werd godshuis de Fontaine in de Franse tijd eigendom van de Commissie van Burgerlijke godshuizen. In 1960 werden grondige verbouwingen uitgevoerd. Tal van originele elementen, zoals de overwelfde wandelgang die de kamers verbond, werden verwijderd. Het hoofdgebouw werd gereduceerd tot zes woningen.
De gevel en bedaking van de godshuizen De Fontaine zijn beschermd als monument sinds 1974.